# Calceolariaceae
Calceolariaceae là danh pháp khoa học của một họ thực vật có hoa trong bộ Hoa môi (Lamiales) mới được tách ra gần đây từ họ Huyền sâm (Scrophulariaceae). Họ này bao gồm 2 chi là Calceolaria (bao gồm cả Porodittia, Stemotria ) và Jovellana với khoảng 260 loài, trong đó hầu hết các loài thuộc về chi Calceolaria. Chúng sinh sống trong khu vực nhiệt đới vùng cao và ôn đới miền tây Nam Mỹ, bao gồm cả Brasil, cũng như tại New Zealand (một vài loài trong chi Jovellana). Nghiên cứu phát sinh chủng loài phân tử gần đây gộp mẫu của Calceolaria đã chỉ ra rằng chi này không những không thuộc họ Scrophulariaceae (hay bất kỳ họ nào khác mới tách ra gần đây khỏi họ Scrophulariaceae) mà còn cho thấy nó là nhánh có quan hệ chị-em với phần lớn các họ khác của bộ Lamiales. Các đặc trưng hình thái học và hóa học cũng hỗ trợ việc tách họ Calceolariaceae ra khỏi họ Scrophulariaceae và các họ khác của bộ Lamiales. Một số nghiên cứu gần đây ủng hộ mối quan hệ chị-em giữa Calceolariaceae và họ Gesneriaceae.

## Hình ảnh

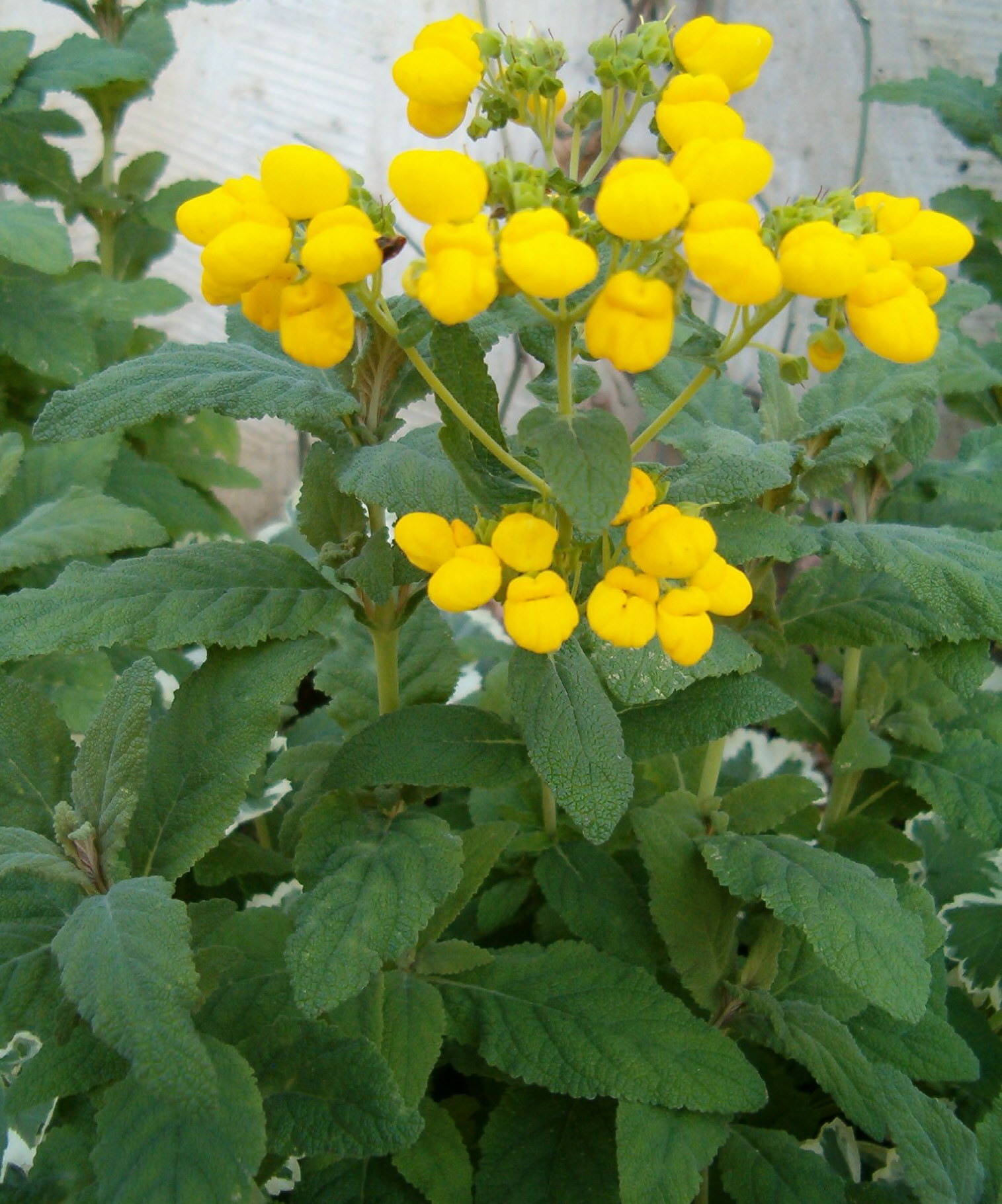
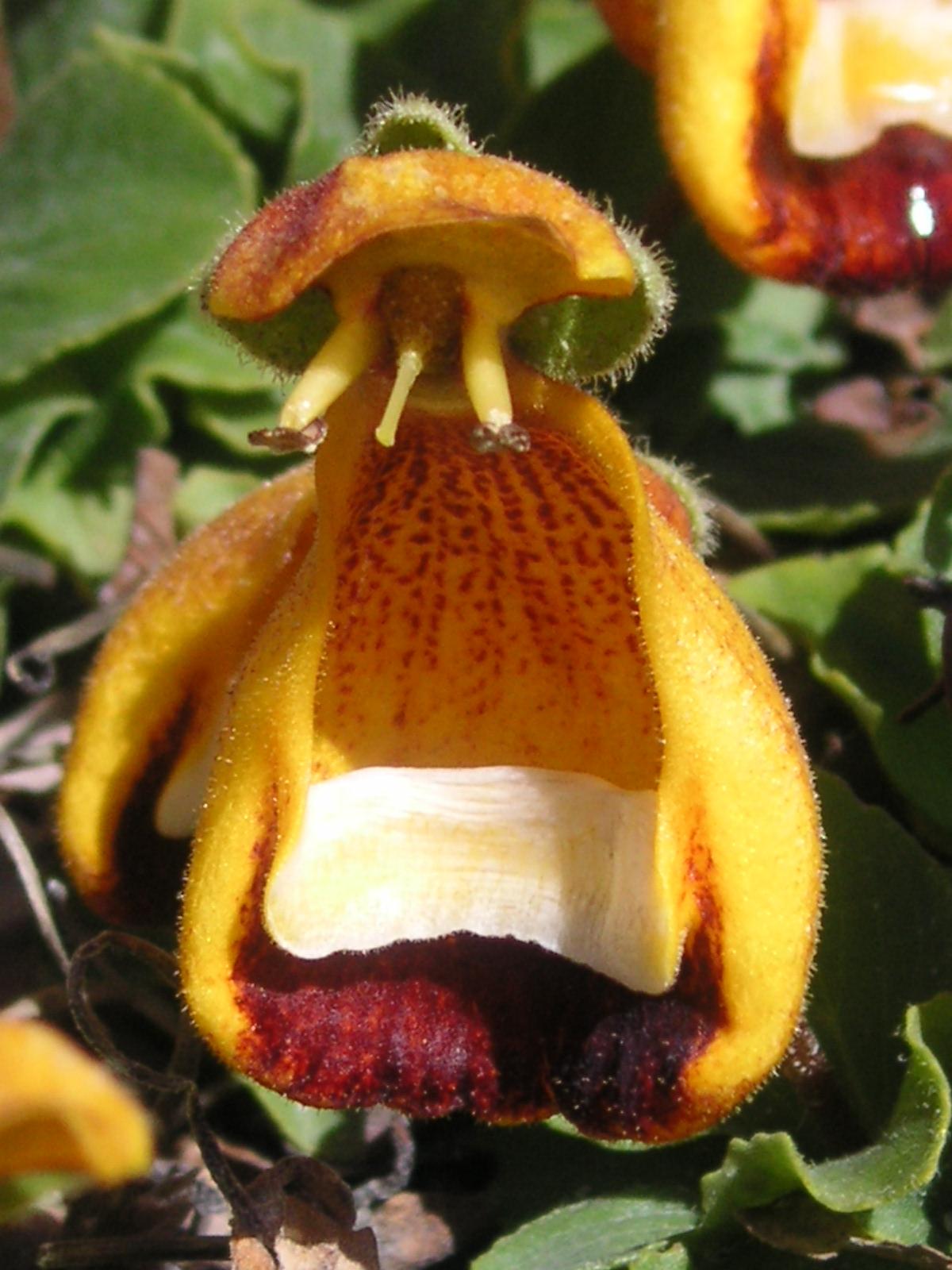
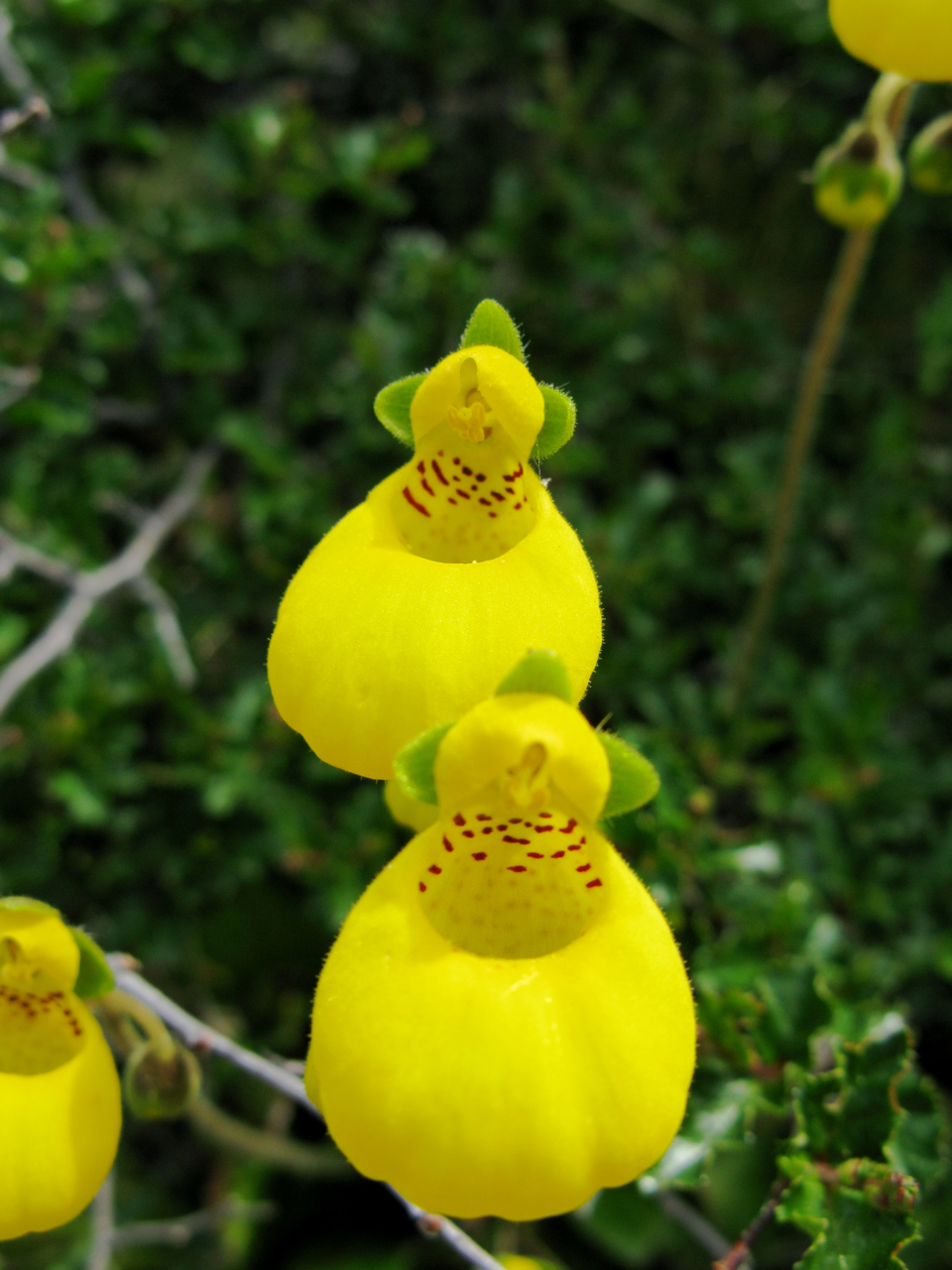